# Hidehito Shirao
Hidehito Shirao (白尾 秀人 Shirao Hidehito?), född 30 september 1980 i Kagoshima prefektur, är en japansk före detta fotbollsspelare.
Shirao började sin karriär 2003 i Ventforet Kofu. Efter Ventforet Kofu spelade han för Matsumoto Yamaga FC, V-Varen Nagasaki och FC Ryukyu. Han avslutade karriären 2008.